# Церква святого Миколая (Помонята)
Церква святого Миколая — греко-католицька дерев'яна церква у селі Помонята Рогатинського району Івано-Франківської області України, пам'ятка архітектури місцевого значення № 508/1-м.

## Історія
Найдавніша згадка про місцеву церкву Святого Миколая походить з 1638 року. У 1717 році. стараннями о. Петра Міляновського (Малановського) коштом громади збудована нова дерев'яна церква. Ця будівля згоріла у 1876 році. У 1881 році стараннями о. Григорія Воєвудки на її місці нову дерев'яну церкву збудував майстер Тульчак з с. Вовчатичі біля Ходорова.
Нова дзвіниця збудована у 1887 році. У 1894 році церква помальована. У 1901—1905 роках замінено гонтове покриття дахів і бані оцинкованою бляхою. Під час першої світової війни церковні дзвони були примусово вилучені австрійською владою. У 1930-х роках проєкт нової мурованої церкви виконав рогатинський повітовий архітектор Роман Грицай, але він не був реалізований. Після другої світової війни зачинена у 1949 році. Повернена для богослужінь громаді у 1988 році.
Під час проведення ремонту будівлі у 1993—1995 роках майстрами Василем Мандроною, Володимиром Чопиком та Михайлом Кіращуком добудовані бічні ризниці і розбудовані хори. На південній ризниці поміщена таблиця в пам'ять о. Антона Бучацького, пароха у 1938—1949 роках. Церква в користуванні громади УГКЦ.

## Опис
Церква розташована на пагорбі посеред села. Тризрубна однобанна будівля на підмурівку. Складається з трьох прямокутних об'ємів, розташованих по осі схід-захід (нава ширша). До вівтаря по обидва боки примуровані великі квадратові в плані захристії. Церква вся шальована. Над навою на великому світловому восьмерику здіймається шоломова баня, увінчана сліпим ліхтарем з маківкою. Вівтар і бабинець вкриті двосхилими причілковими дахами. Ризниці, з восьмибічним другим ярусом, вкриті великими шоломовими банями. Оперізує церкву піддашшя, оперте на випусти вінців зрубів, перерване в місцях прилягання ризниць і невеликого присінку при західному вході в бабинець. Даниною місцевій традиції є південний вхід у бабинець. Стіни церкви, як надопасання, так і восьмериків, а також мурованих ризниць шальовані вертикально дошками і лиштвами. Стіни нави стягнені лисицями. Хори, розташовані первісно при західній стіні бабинця з півциркульним виступом по центрі, розбудовані у 1992 році з поширенням на південну і північну стіни бабинця. Орнаментальний і сюжетний стінопис виконані місцевими малярами Романом і Василем Чопиками. Чотириярусний іконостас аркової побудови сучасний церкві теж перемальований місцевими малярами.

## Дзвіниця церкви Св. Миколая

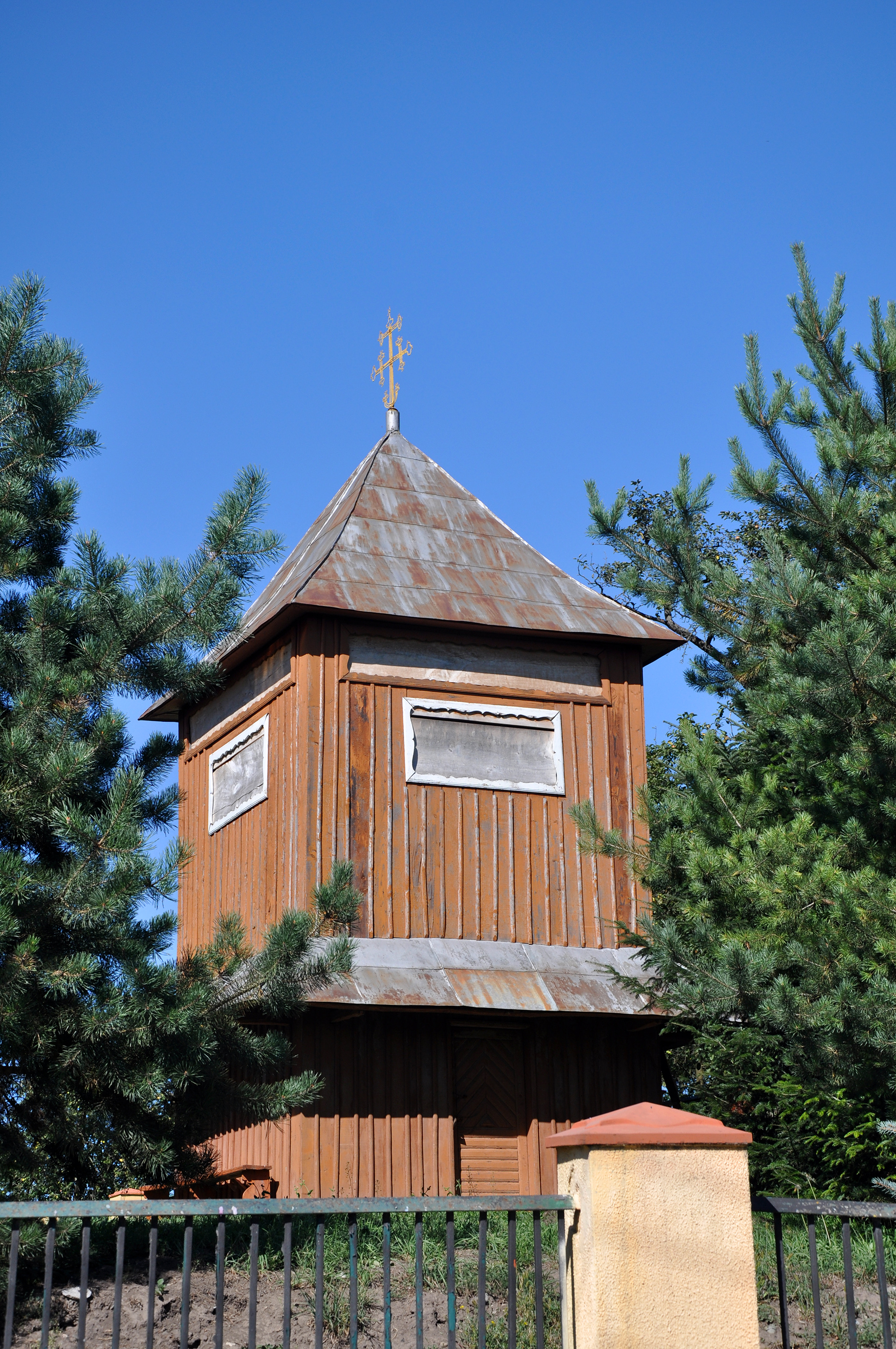
Дзвіниця церкви святого Миколая

На схід від церкви розташована дерев'яна двоярусна, квадратова в плані дзвіниця, вкрита пірамідальним наметом. Під окапом намету влаштована голосникова галерея. Шальовані вертикально дошками стіни дзвіниці розділені невеликим піддашшям.